# Dmuchańce

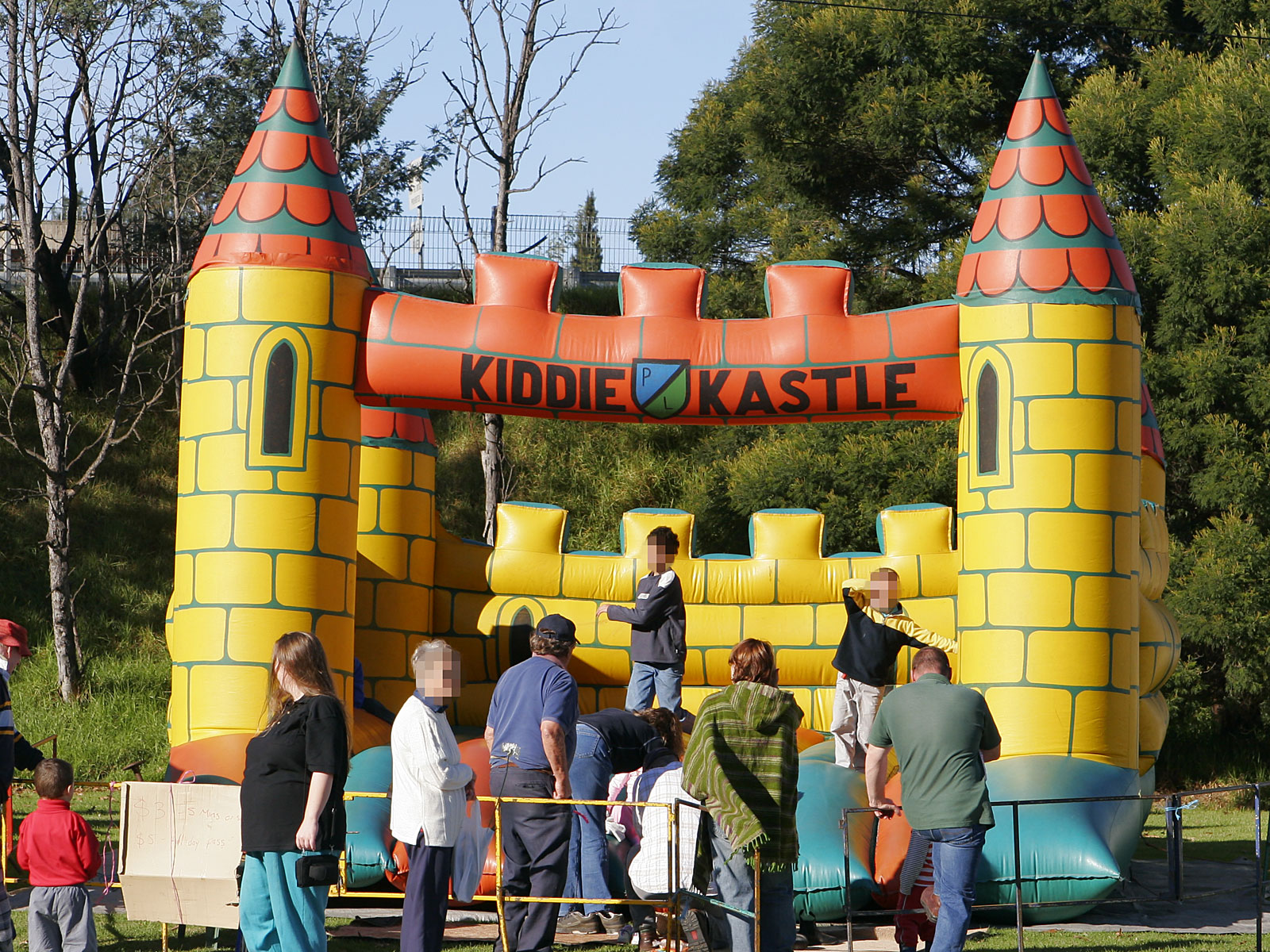
Dmuchaniec w kształcie zamku

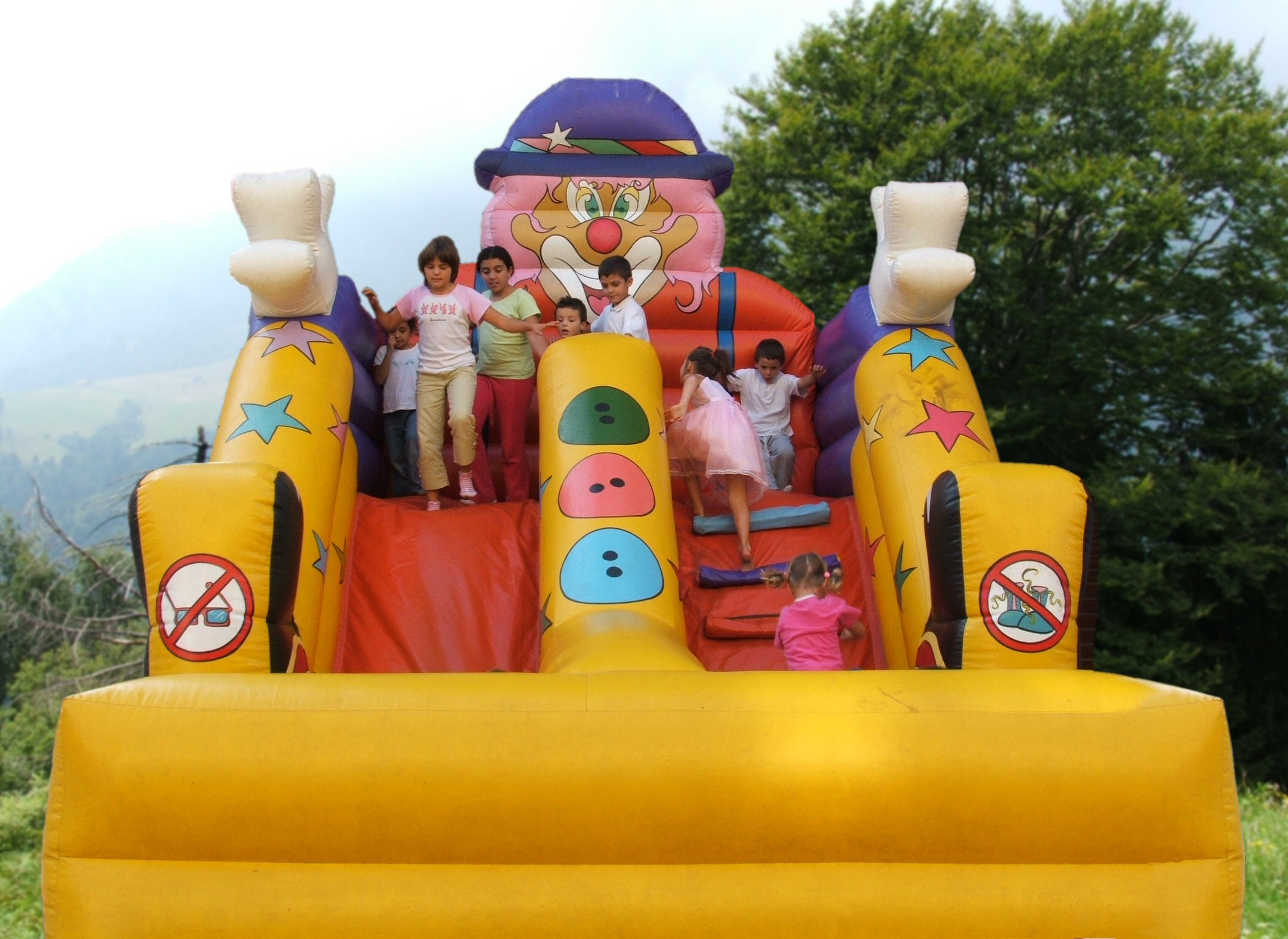
Dmuchaniec zjeżdżalnia

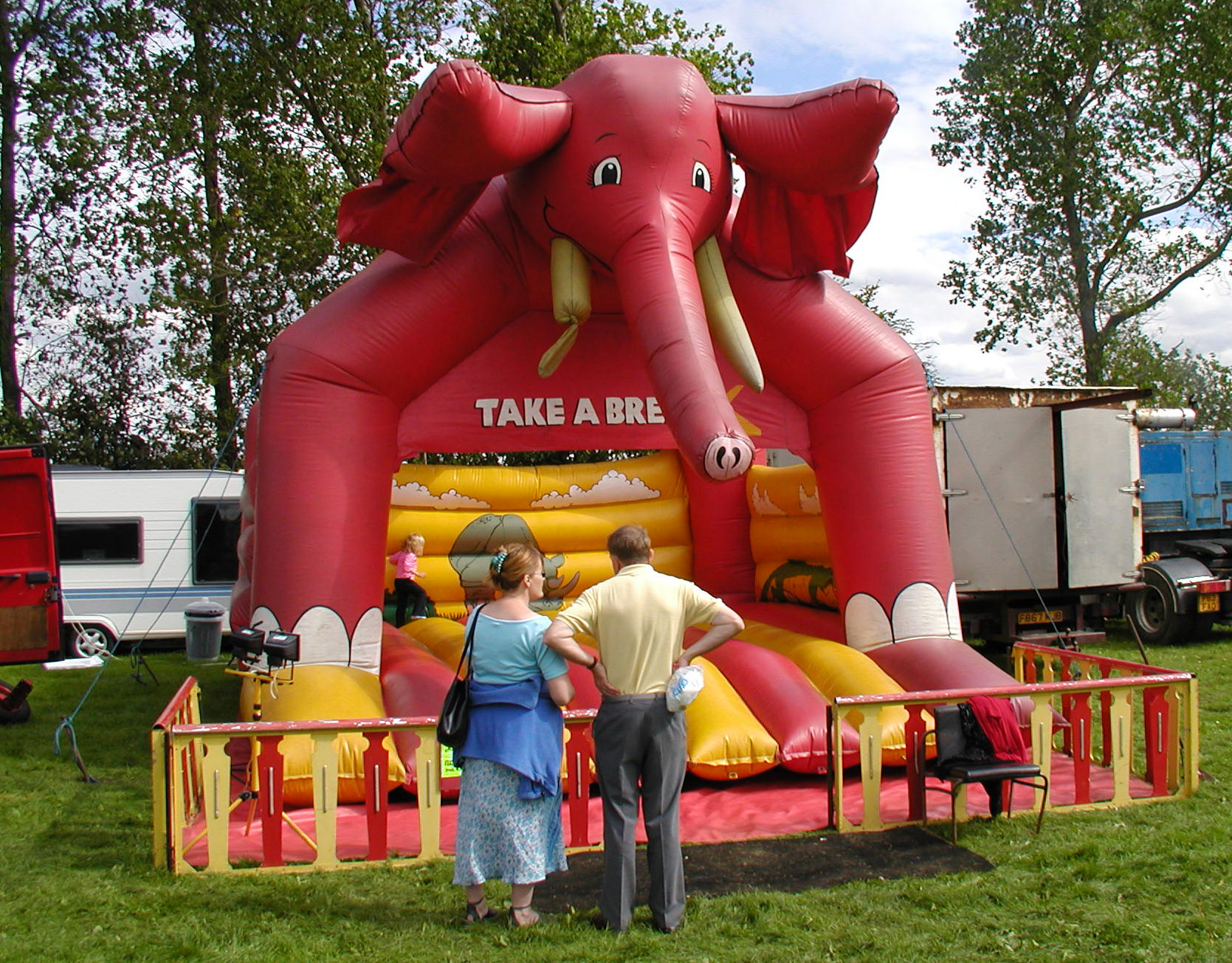
Dmuchaniec słoń

Dmuchaniec (często w l.mn. dmuchańce) – urządzenie rekreacyjne służące zabawie, będące wyposażeniem parków zabaw bądź wynajmowane okazjonalnie na festyny i imprezy.
Choć pierwotnie wynalezione przez Johna Scurlocka jako atrakcja przeznaczona dla dzieci, parki, w których również dorośli mogą bawić się na dmuchańcach zdobywają rosnącą popularność.
W zależności od wyglądu i kształtu mogą to być:
- zamki dmuchane,
- zjeżdżalnie,
- tory przeszkód,
- trampoliny dmuchane.

Dmuchańce wykonane są z wytrzymałej plandeki PVC, są atrakcją wspomaganą dmuchawą elektryczną, utrzymującą odpowiedni poziom ciśnienia powietrza wewnątrz atrakcji, dlatego do funkcjonowania potrzebują źródła prądu. W Polsce w stosunku do wszelkich urządzeń dmuchanych tzw. dmuchańców stosuje się Polską Normę PN-EN 14960 z 2008 roku.